# 1-е Туркменево
1-е Туркме́нево (баш. 1-се Төрөкмән) — село в Баймакском районе Башкортостана России. Административный центр Мукасовского сельсовета. Согласно переписи 2020 года население составляло 809 человек.

## География
Расположено на реке Тугажман (приток Туяляса), у горы Тугажман, в 34 км к северо-востоку от районного центра города Баймака (69 км по автодорогам), в 20 км к северо-западу от города Сибая и в 65 км к юго-западу от города Магнитогорска.
Через село проходит межмуниципальная автодорога 80Н-045 Сибай — Кусеево — Халилово.

## История
Основано во 2-й половине XVIII века башкирами из села Темясова Бурзянской волости Ногайской дороги.
Названо в честь юртового старшины из села Темясово Бурзянской волости Ногайской дороги Туркмена Янсеитова (1731—1811 гг.). Во всех архивных документах и опубликованных источниках населенный пункт именуется как Трухменево.
Занимались скотоводством, земледелием.
В 1770 году село посетил И. И. Лепёхин.
В 1798—1834 гг. деревня Трухменево центр Бурзянской волости 6-го башкирского кантона Верхнеуральского уезда Оренбургской губернии, в 1866 г. центр Трухменовского сельского общества (населенные пункты Ахмерово, Трухменево) 8-й юрты 2-й Бурзянской волости Орского уезда Оренбургской губернии, в 1885—1917 гг. в составе Трухменовского сельского общества 2-й Бурзянской волости Орского уезда Оренбургской губернии, декабрь 1917 г. — 20 марта 1919 г в составе 5-й Бурзянской волости Бурзян-Тангауровского кантона Малой Башкирии, 20 марта 1919 г. — 14 июня 1922 г. центр 1-го Трухменевского сельсовета (председатель Заманов Амир) и центр 5-й Бурзянской волости Бурзян-Тангауровского кантона Автономной Советской Башкирской Республики, 14 июня 1922 г. — 5 октября 1922 г. в составе 1-го Трухменевского сельсовета Бурзян-Таналыкской волости Бурзян-Тангауровского кантона БАССР, в 1922 — 7 апреля 1923 г. в составе Ахмеровского сельсовета Темясовской волости Зилаирского кантона БАССР, 7 апреля 1923 г. — 1926 г. в составе Мустаевского сельсовета Темясовской волости Зилаирского кантона БАССР, в 1926 г. — 20 августа 1930 г. в составе Ахмеровского сельсовета Темясовской волости Зилаирского кантона БАССР, 20 августа 1930 г. — 20 сентября 1933 г. в составе Ахмеровского сельсовета Баймак-Таналыкского района БАССР, 20 сентября 1933 г. — 1934 г. в составе Ахмеровского сельсовета Баймакского района БАССР, в 1957—1966 гг. в составе Мукасовского сельсовета Баймакского района БАССР, 1966 г. — 12 июля 1993 г. центр Мукасовского сельсовета Баймакского района БАССР, 12 июля 1993 г. по настоящее время центр Мукасовского сельсовета Баймакского района Республики Башкортостан.
С 1920‑х гг. носит современное название, с 2005 года имеет современный статус.
Статус села деревня приобрела согласно Закону Республики Башкортостан от 20 июля 2005 года № 211-з «О внесении изменений в административно-территориальное устройство Республики Башкортостан в связи с образованием, объединением, упразднением и изменением статуса населенных пунктов, переносом административных центров», ст.1:

5. Изменить статус следующих населенных пунктов, установив тип поселения — село:

4) в Баймакском районе:

к) деревни 1-е Туркменево Мукасовского сельсовета;
Роды: ивандар (Исхаковы, Суяргуловы, Кужины, Гаепкуловы), юкелер (Сулеймановы, Тулубаевы), майрыктар (Ахметовы, Ризвановы, Талиповы), тазар (Ишмуратовы), уткендер (Кулбахтины).

## Население
| 2002 | 2009  | 2010  |
| ---- | ----- | ----- |
| 1190 | ↗1404 | ↘1043 |

### Историческая численность населения
В 1796 г. проживали 190 человек в 18 дворах, в 1834 г. — 497 человек (249 муж. пола и 248 жен. пола) в 77 дворах, в 1859 г. — 700 человек в 114 дворах, в 1866 г. — 728 человек (367 м.п. и 361 ж.п.) в 116 дворах, в 1885 г. — 841 человек в 122 дворах, в 1900 г. — 825 человек в 174 дворах, в 1915 гг. −133 дворов, в 1920 г. — 637 человек в 132 дворах, в 1926 г. — 549 человек (265 м.п. и 284, ж.п.) 112 дворах, в 1926—1928 гг. — 542 человек в 109 дворах, в 1939 г. — 255 человек, 1959 г. — 275 человек, 1989 г. — 1270 человек, 2002 г. — 1190 человек, в 2014 г. — 1418 человек.

## Инфраструктура
В селе имеются средняя школа, детский сад, дом культуры, амбулатория, музей Г. З. Сулейманова.
На вершине горы Тугажман установлен памятник кураю. Открытие состоялось в 1993 году, было приурочено к 80‑летию со дня рождения Г. З. Сулейманова. Инициатор создания, автор эскизов и организатор установки М. А. Байрамгулов.

## Религия
В селе есть мечеть.

## Достопримечательности
В 9 км находится озеро Уляндыкуль.

## Известные уроженцы
- Сулейманов Гата Зулькафилович (1912—1989) — башкирский актер, певец и кураист, кавалер Ордена «Знак Почета» (1955), заслуженный артист БАССР (1953), народный артист БАССР (1963), лауреат премии им. С.Юлаева (1971), заслуженный работник культуры РСФСР (1978).